# 红牛竞技场 (莱比锡)
红牛竞技场（Red Bull Arena），舊稱中央球場（德語：Zentralstadion），位於德國東部萨克森自由州的萊比錫，是RB萊比錫（RB Leipzig）的主場球場。中央球場的新球場建於舊球場的外牆之內而被稱為“球場中的球場”。

## 歷史
1956年首個中央球場揭幕啟用，是當時全德國境內最大的運動場，可以容納100,000名觀眾。但年久失修，球場終於坍塌而遭廢棄。直到1997年萊比錫市政府決定在舊球場內建設一座只供足球比賽的現代化運動場。新球場工程由2000年12月開始，直到2004年3月宣佈完工，費用僅為6,000萬英鎊，是五個為世界盃而興建的新球場中最廉宜的一個。新球場與舊球場之間由橋樑連接，上蓋結合汎光燈設計，提供絕佳音響效果。草坪面積80x120米，實際比賽面積為68x105米，球場四周為綠化地帶所包圍。

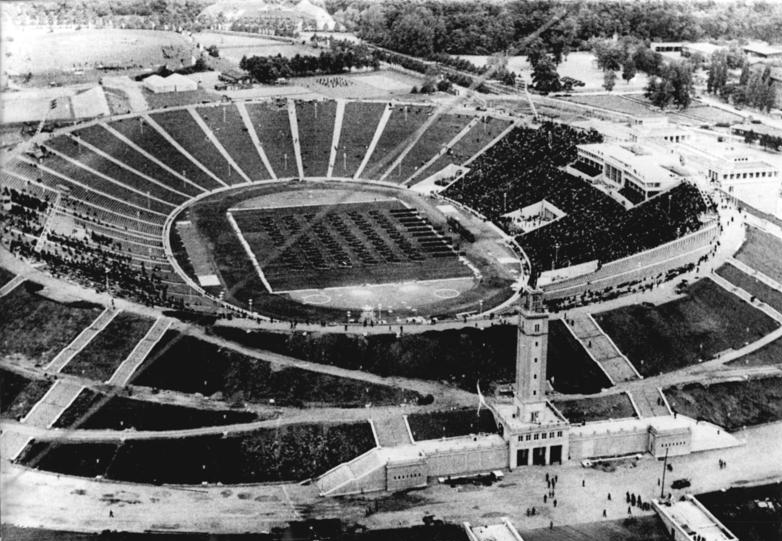
1956年的中央球場
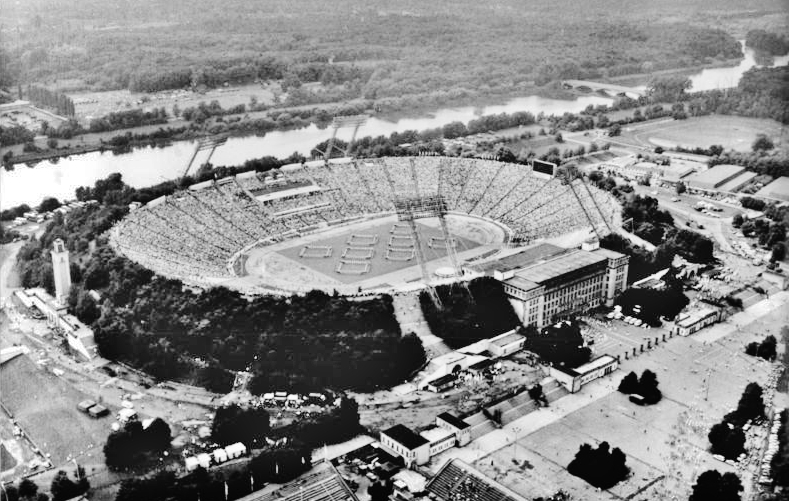
1987年的中央球場
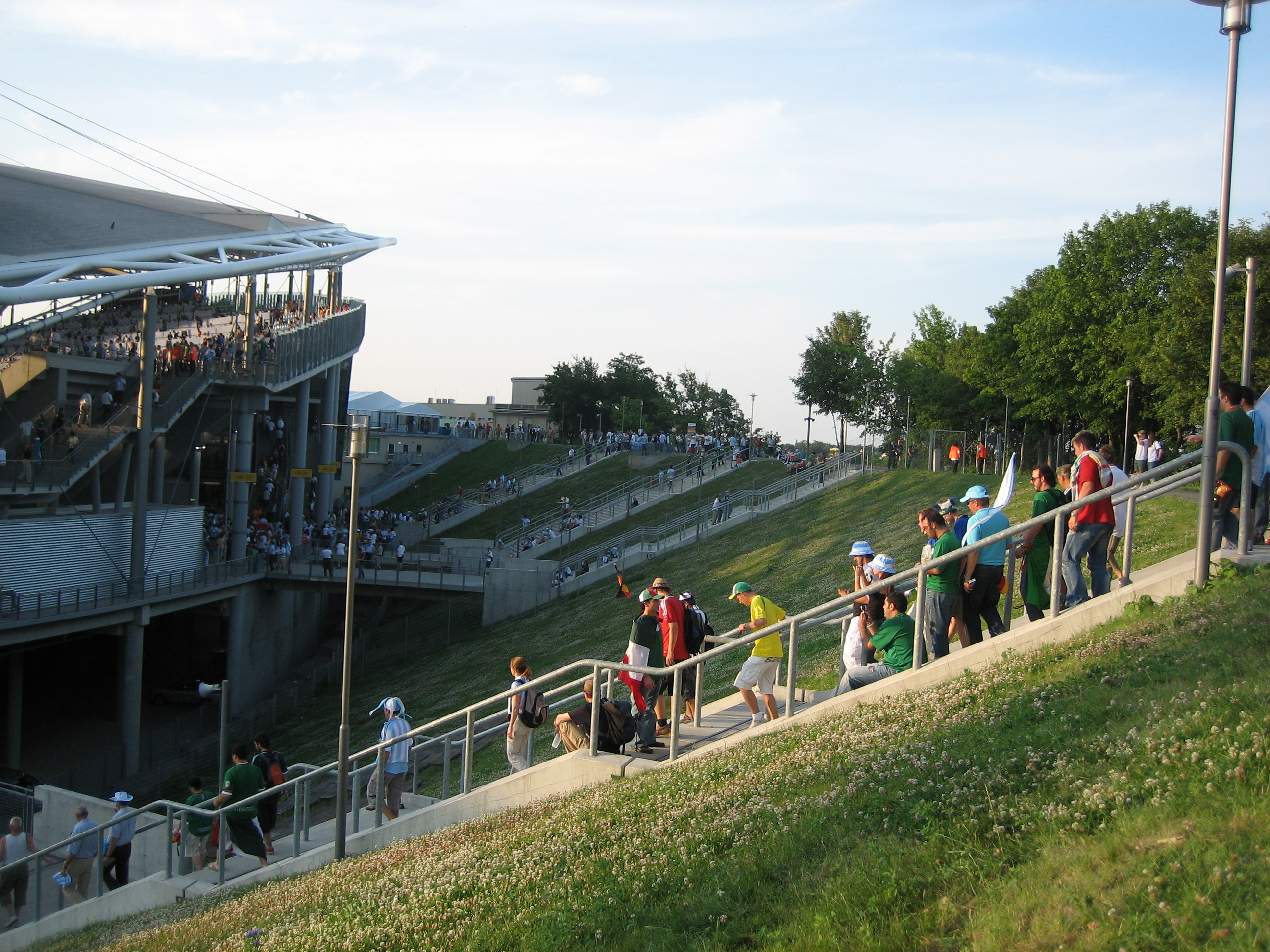
新舊球場之間由橋樑連接

中央球場是唯一位處前東德的2006年世界杯足球場，曾經是唯一主場球隊不屬德甲精英（萊比錫曾經只處於第四級聯賽的北部地區聯賽），不過現時已取得2016-17年度的德甲席位。容量只有45,000觀眾，是最小的2006年世界杯足球場之一。

## 外部連結
- 球場導覽 （页面存档备份，存于）
- 中央球場
- BBC世界盃球場：萊比錫 （页面存档备份，存于）